# ADOdb Lite
ADOdb Lite ist eine schlanke, schnelle und weitestgehend ADOdb-kompatible Datenbankabstraktionsschicht für die Skriptsprache PHP. Im Vergleich zum Original benötigt ADOdb Lite für jeden HTTP-Zugriff lediglich 1/6 des System-RAMs (ADOdb Lite <100 kB, ADOdb 640 kB) und ist nach dem Ergebnis eines Benchmarks mit dem Microsoft Web Application Stress Tool bis zu 300 Prozent schneller.
- PHP/MySQL: 93,20 Seiten pro Sekunde
- ADOdb Lite: 54,62 Seiten pro Sekunde
- ADOdb: 17,40 Seiten pro Sekunde

## Unterstützte Datenbanken
| - FrontBase - SAP MaxDB - MiniSQL - MSSQL - MySQL - MySQLi | - MySQLt - PostgreSQL - SQLite - SQLite Pro - Sybase - Sybase ASE |